# Lijst van voetbalinterlands Bermuda - Haïti
Deze lijst van voetbalinterlands is een overzicht van alle officiële voetbalwedstrijden tussen de nationale teams van Bermuda en Haïti. De landen speelden tot op heden negen keer tegen elkaar. De eerste ontmoeting, een kwalificatiewedstrijd voor het Wereldkampioenschap voetbal 1994, werd gespeeld in Hamilton op 26 april 1992. Het laatste duel, een groepswedstrijd tijdens de CONCACAF Nations League 2022/23, vond plaats op 28 maart 2023 in San Cristóbal (Dominicaanse Republiek).

## Wedstrijden
| № | Plaats          | Datum            | Competitie                          | Wedstrijd       | Uitslag |
| - | --------------- | ---------------- | ----------------------------------- | --------------- | ------- |
| 1 | Hamilton        | 26 april 1992    | WK 1994 kwalificatie                | Bermuda − Haïti | 1 − 0   |
| 2 | Port-au-Prince  | 24 mei 1992      | WK 1994 kwalificatie                | Haïti − Bermuda | 2 − 1   |
| 3 | Couva           | 7 januari 2007   | Caribbean Cup 2007 kwalificatie     | Haïti − Bermuda | 2 − 0   |
| 4 | Couva           | 9 januari 2007   | Caribbean Cup 2007 kwalificatie     | Bermuda − Haïti | 0 − 3   |
| 5 | Port-au-Prince  | 9 september 2012 | Caribbean Cup 2012 kwalificatie     | Haïti − Bermuda | 3 − 1   |
| 6 | San José        | 16 juni 2019     | CONCACAF Gold Cup 2019              | Haïti − Bermuda | 2 − 1   |
| 7 | Fort Lauderdale | 6 juli 2021      | CONCACAF Gold Cup 2021 kwalificatie | Haïti − Bermuda | 4 − 1   |
| 8 | Devonshire      | 4 juni 2022      | CONCACAF Nations League 2022/23     | Bermuda − Haïti | 0 − 0   |
| 9 | San Cristóbal   | 28 maart 2023    | CONCACAF Nations League 2022/23     | Haïti − Bermuda | 3 − 1   |

## Samenvatting
| Competitie                     | Totaal gespeeld | Winst Bermuda | Gelijk | Winst Haïti | Doelsaldo Bermuda – Haïti |
| ------------------------------ | --------------- | ------------- | ------ | ----------- | ------------------------- |
| WK-kwalificatie                | 2               | 1             | 0      | 1           | 2 − 2                     |
| CONCACAF Gold Cup              | 1               | 0             | 0      | 1           | 1 − 2                     |
| CONCACAF Gold Cup-kwalificatie | 1               | 0             | 0      | 1           | 1 − 4                     |
| CONCACAF Nations League        | 2               | 0             | 1      | 1           | 1 − 3                     |
| Caribbean Cup-kwalificatie     | 3               | 0             | 0      | 3           | 1 − 8                     |
| Totaal                         | 9               | 1             | 1      | 7           | 6 − 19                    |

Wedstrijden bepaald door strafschoppen worden, in lijn met de FIFA, als een gelijkspel gerekend.